# 長臀光鰓魚
長臀光鰓魚（学名：Chromis analis）又稱黃光鰓雀鯛，俗名為厚殼仔，為輻鰭魚綱鱸形目隆頭魚亞目雀鯛科的其中一種。

## 分布
本魚分布於印度西太平洋區，包括南非、東非、馬達加斯加、斯里蘭卡、泰國、馬來西亞、安達曼海、越南、中國、聖誕島、日本、台灣、澳洲、新喀里多尼亞、菲律賓、印尼、馬里亞納群島、密克羅尼西亞、帛琉、所羅門群島、斐濟群島等海域。
分布于热带太平洋海域、台湾岛等，常栖息于18-70米之礁石斜面旁。该物种的模式产地在安汶岛。

## 深度
水深10至114公尺。

## 特徵
本魚體色為黃色，尾崎及尾柄為白色，幼魚和成魚的顏色均相同，無變化。背鰭硬棘13枚；軟條11至13枚；臀鰭硬棘2枚；軟條11至12枚。有孔側線鱗片數16至19枚。尾鰭分叉。體長可達18公分。

## 生態
本魚主要棲息在相當深處的岩石海岸，以藻類和浮游生物維生。

## 經濟利用
體型較大的魚可食用，但刺多味淡，亦可觀賞用。